# Şaban Karataş
Şaban Karataş (ur. 14 lutego 1989) – turecki zapaśnik walczący w stylu klasycznym. Mistrz śródziemnomorski w 2012 roku.